# Рипень
Ри́пень — село у Путильській селищній громаді Вижницького району Чернівецької області України.

## Географія
Біля села розташована ботанічна пам'ятка природи «Ділянка арніки гірської».

## Населення

### Мова
Розподіл населення за рідною мовою за даними перепису 2001 року:
| Мова       | Кількість | Відсоток |
| ---------- | --------- | -------- |
| українська | 349       | 99.71%   |
| російська  | 1         | 0.29%    |
| Усього     | 350       | 100%     |

## Світлини

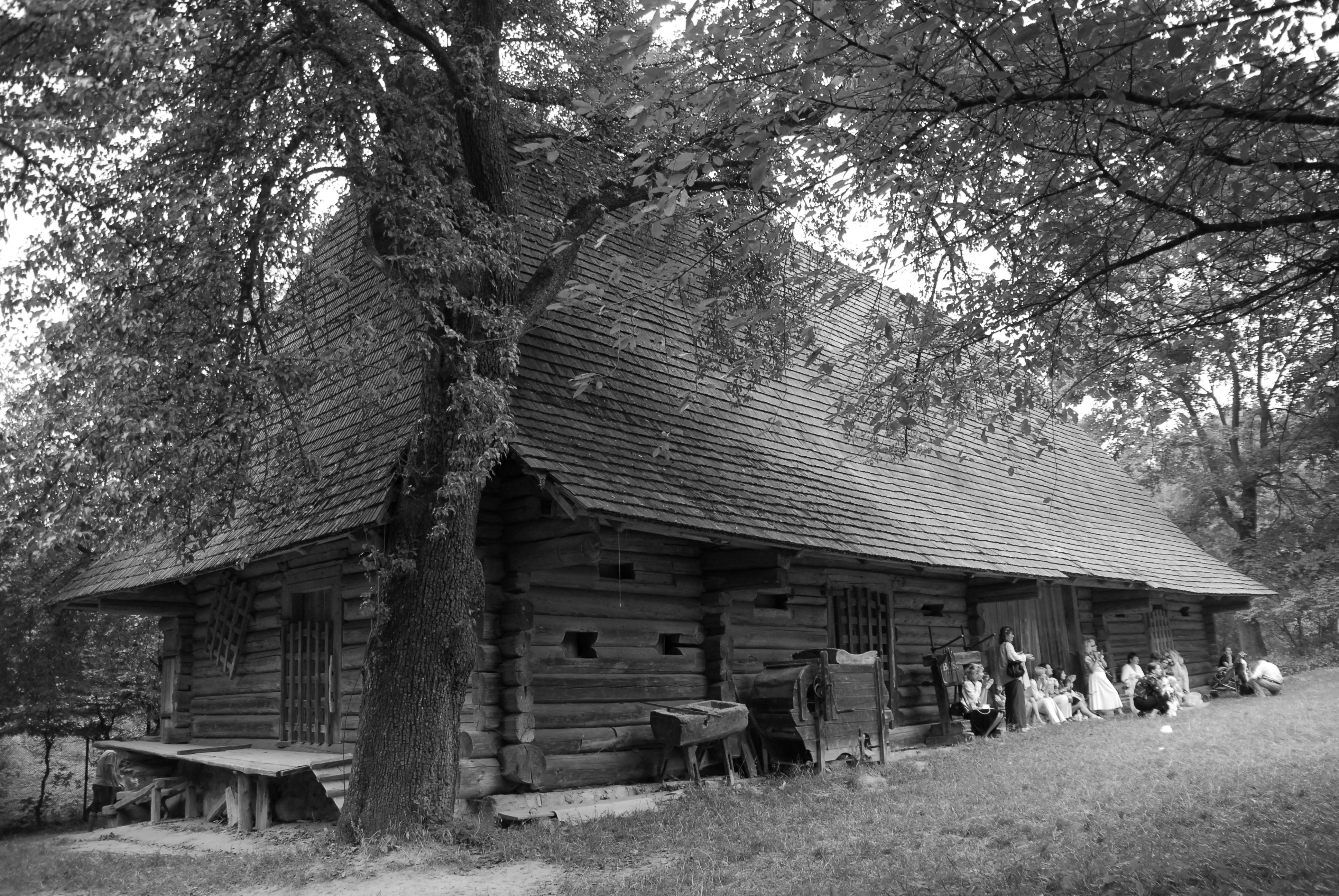
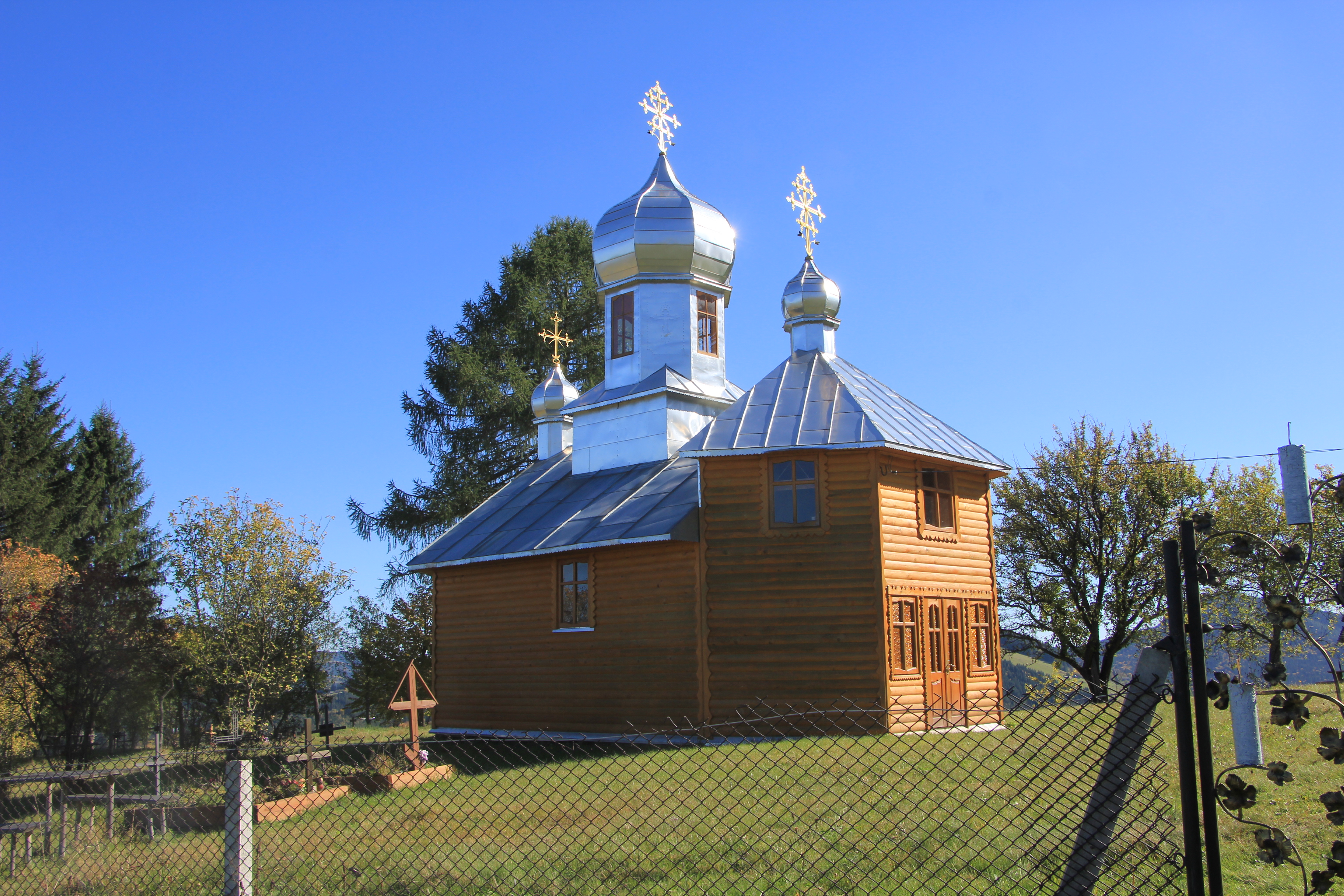
Стара дерев'яна церква
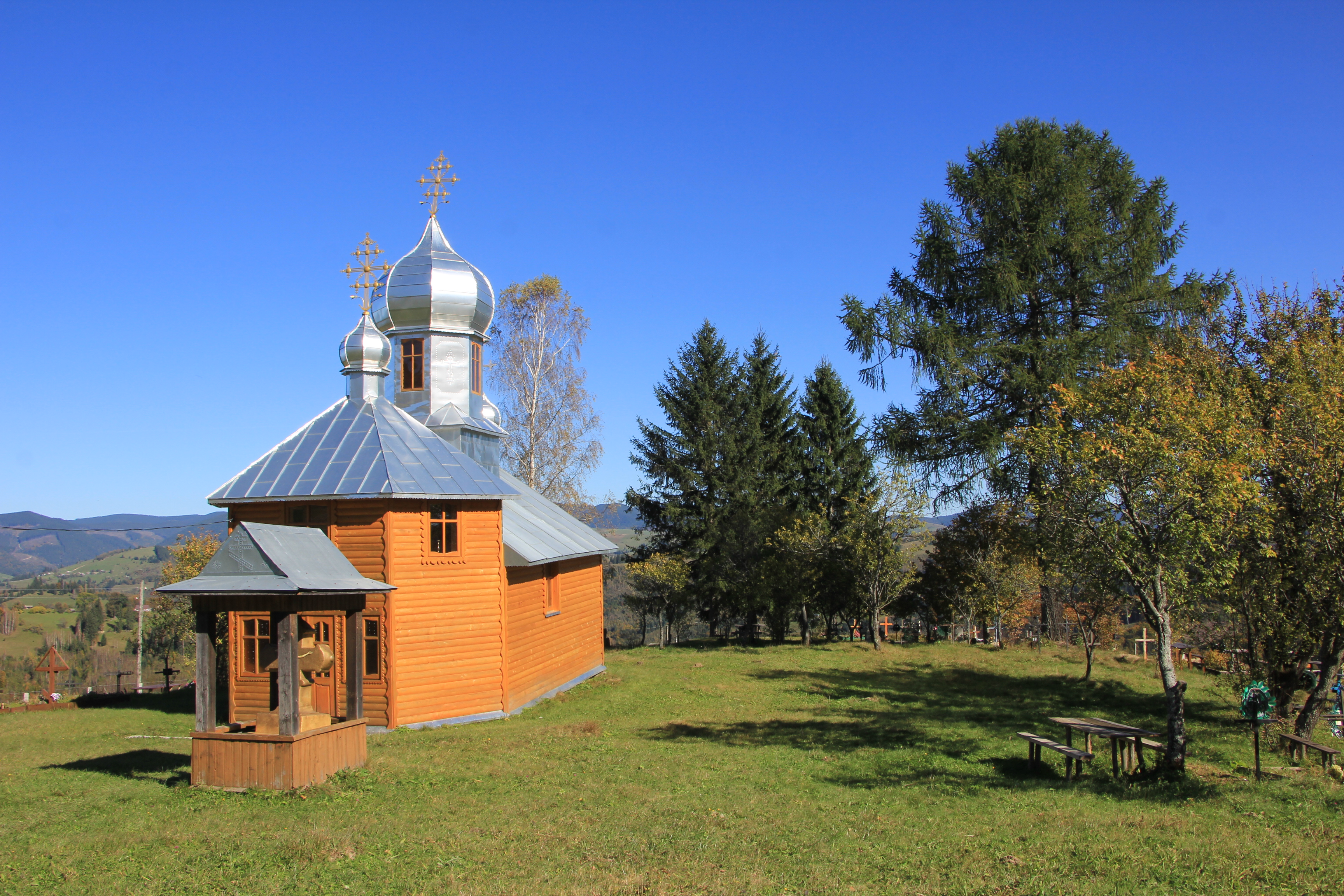
Стара дерев'яна церква
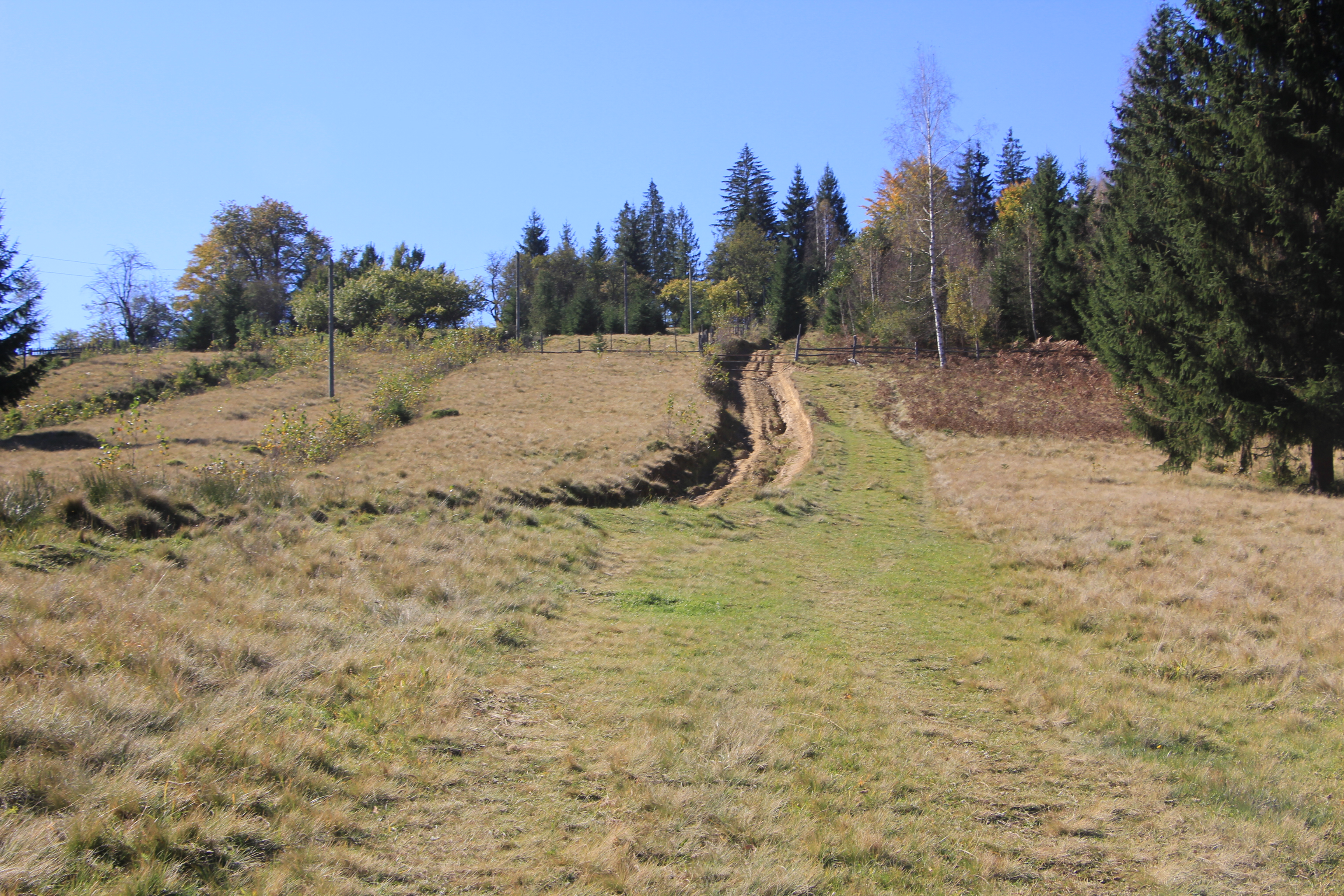